# Cornelius de Hase

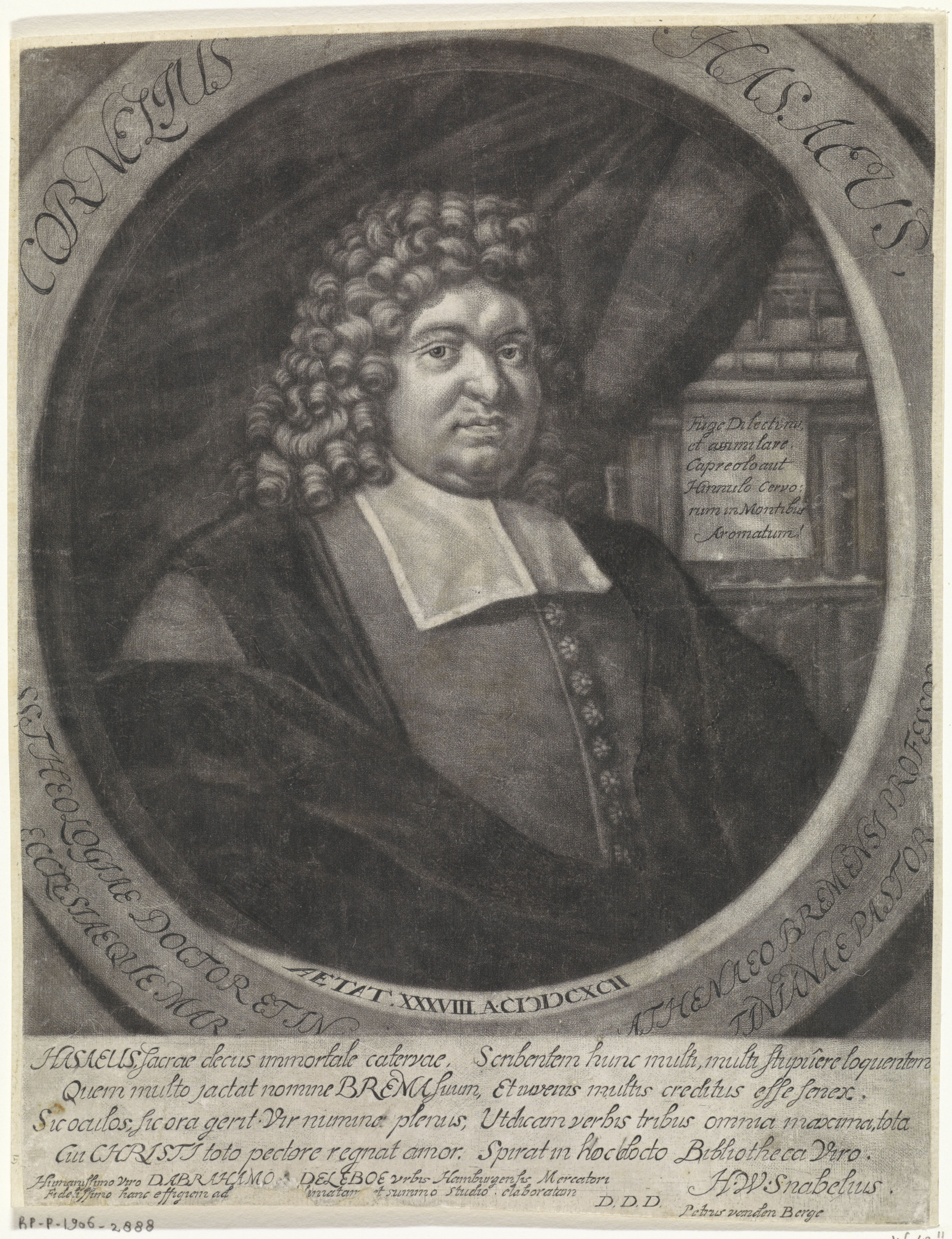
Cornelius de Hase

Cornelius de Hase (auch Cornelius von Hase; * 13. November 1653 in Frankfurt am Main; † 26. Mai 1710 in Bremen) war ein Pädagoge (Hauslehrer), Theologe und Kirchenlied-Dichter.

## Biografie
Hase stammte aus einer niederländischen Familie, die nach Frankfurt am Main auswanderte. Er war der Sohn Johann Daniel de Hases, eines Kaufmanns und Vorstehers der reformierten Gemeinde. Er studierte seit 1668 Theologie an der Universität Heidelberg und seit 1669 am Collegium Mauritianum in Kassel. Hier wurde er beeinflusst vom damals berühmten Prediger Theodor Undereyck und vor allem von der Föderaltheologie von Johannes Coccejus. Er folgte Undereyck 1670 nach Bremen, um am Gymnasium illustre seine Studien fortzusetzen. Von 1672 bis 1676 studierte er in Holland.
Hase wurde 1676 zusammen mit Undereyck als Prediger an St. Martini in Bremen berufen als Pastor extraordinarius, der um fünf Uhr am Sonntagmorgen zu predigen hatte. Er erwarb sich schnell Anerkennung und vertrat wie Undereyck eine pietistische Theologie, gegen die herrschende Orthodoxie in der Kirche. 1679 wurde er ordentlicher Prediger und 1683 zugleich Lehrer am bremischen Gymnasium illustre (heute: Altes Gymnasium). Um 1685 promovierte er in Groningen zum theologischen Doktor. 1693, nach Undereycks Tod, wurde er erster Geistlicher zu St. Martini und 1699 Rektor des Gymnasium illustre. 1708 erfolgte seine Berufung zum ersten Prediger der Bremer Ratskirche Unser Lieben Frauen.
Hase hat eine längere Zeit Undereycks Richtung verfochten, von der er später zunehmend abkam. Er wurde zum gelehrten, milderen, gern gehörter und versöhnlichen Kirchenlehrer, der die von Coccejus verfolgte Richtung eines Labadismus – einer pietistischen Sonderform – verfolgte. So bewirkte er in Bremen, dass die orthodoxe und pietistische Strömungen meist friedlich miteinander auskamen. Auswärtigen Berufungen, wie denen nach Frankfurt, Hamburg, Berlin, Marburg, Amsterdam oder Franeker, folgte er nicht. Er beeinflusste als Hauslehrer den späteren Theologen Friedrich Adolf Lampe (1683–1729). Seine Schriften – teils ins holländische übersetzt – sind erbauliche, meist aber theologisch wissenschaftliche Arbeiten.
Sein Sohn Jakob war Philologe und Jurist in Bremen und Groningen, sein Sohn Theodor Theologe.